# シーサー党
シーサー党 (シーサーとう) は、沖縄県の地域政党。
正式名称は琉球共和党。
結党には元内閣総理大臣の鳩山由紀夫が結成した共和党が関わっている。現在の玉城デニー県政には中立の立場をとる。

## 概要
2024年沖縄県議会議員選挙に山田が無所属、代表の照屋が公認候補として立候補している。